# Mission des Nations unies en Haïti

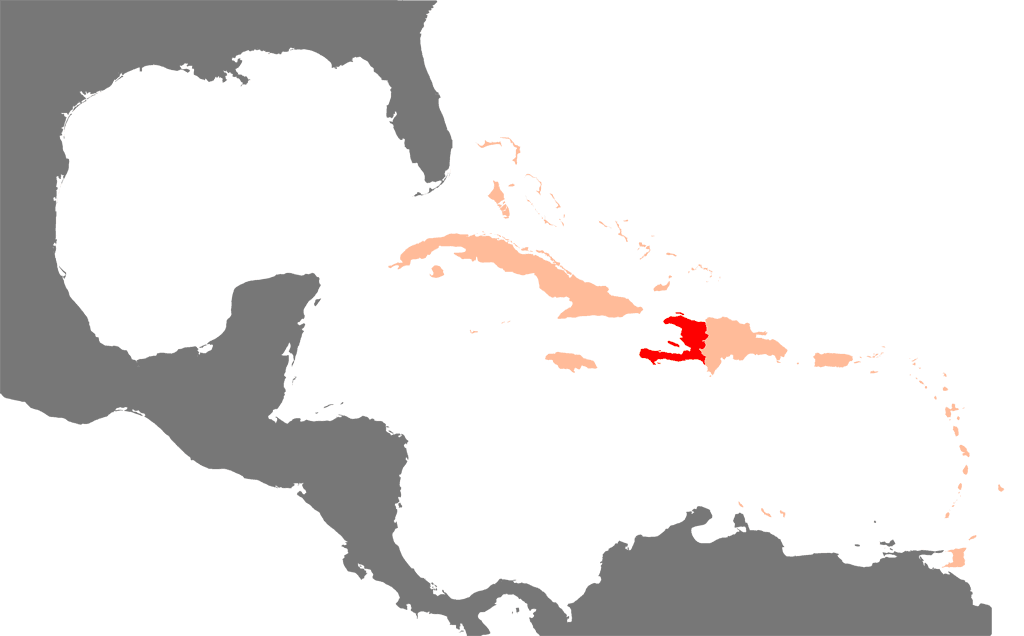
Géolocalisation de Haïti.

La  Mission des Nations unies en Haïti (MINUHA) fut une force de maintien de la paix des Nations unies en Haïti de 1993 à 1996.

## Historique
Elle a été créée le 23 septembre 1993 à la suite de la résolution 867 du Conseil de sécurité des Nations unies. C'est la première mission de l'ONU en Haïti et elle s'est terminé en juin 1996, remplacé par la Mission d'appui des Nations Unies en Haïti (MANUH).

## Pays ayant participé
Au départ, la MINUHA comprenait 6 000 militaires venant des pays suivants : Algérie, Bangladesh, Canada, Djibouti, États-Unis (2 400 hommes), fédération de Russie, France, Mali, Pakistan, Pays-Bas,Tunisie, Togo et Trinité-et-Tobago. Elle déploya aussi 900 policiers pour encadrer la PNH. En février 1996, elle est réduite à 1 200 soldats et 300 policiers pour finir à 600 soldats en juin.

## Objectifs de la mission
- Aider à appliquer certaines dispositions de l'Accord de Governors Island.
- Après le rétablissement, en octobre 1994, du Gouvernement constitutionnel d'Haïti :
  - Maintenir les conditions sûres et stables créées durant la phase multinationale.
  - Assurer la protection du personnel civil international et des installations essentielles.
  - Professionnaliser les forces armées haïtiennes.
  - Créer une force de police séparée.
  - Permettre l'organiser d'élections législatives libres et régulières[1].

## Responsables de la mission
- Chef de la mission : M. Enrique ter Horst (Venezuela).
- Commandant de la force : général de brigade J. R. P. Daigle (Canada)
- Directeur général de la police : colonel Philippe Balladur (France)

## Effectif de la mission
- 1 200 militaires.
- 300 policiers civils.
- 160 civils (personnel international).
- 180 agents locaux.
- 18 volontaires des Nations unies.

## Coût de la mission
De sa création au 31 mai 1996 : 315 794 700 dollars (montant net).